# Ross Wilson (Diplomat)

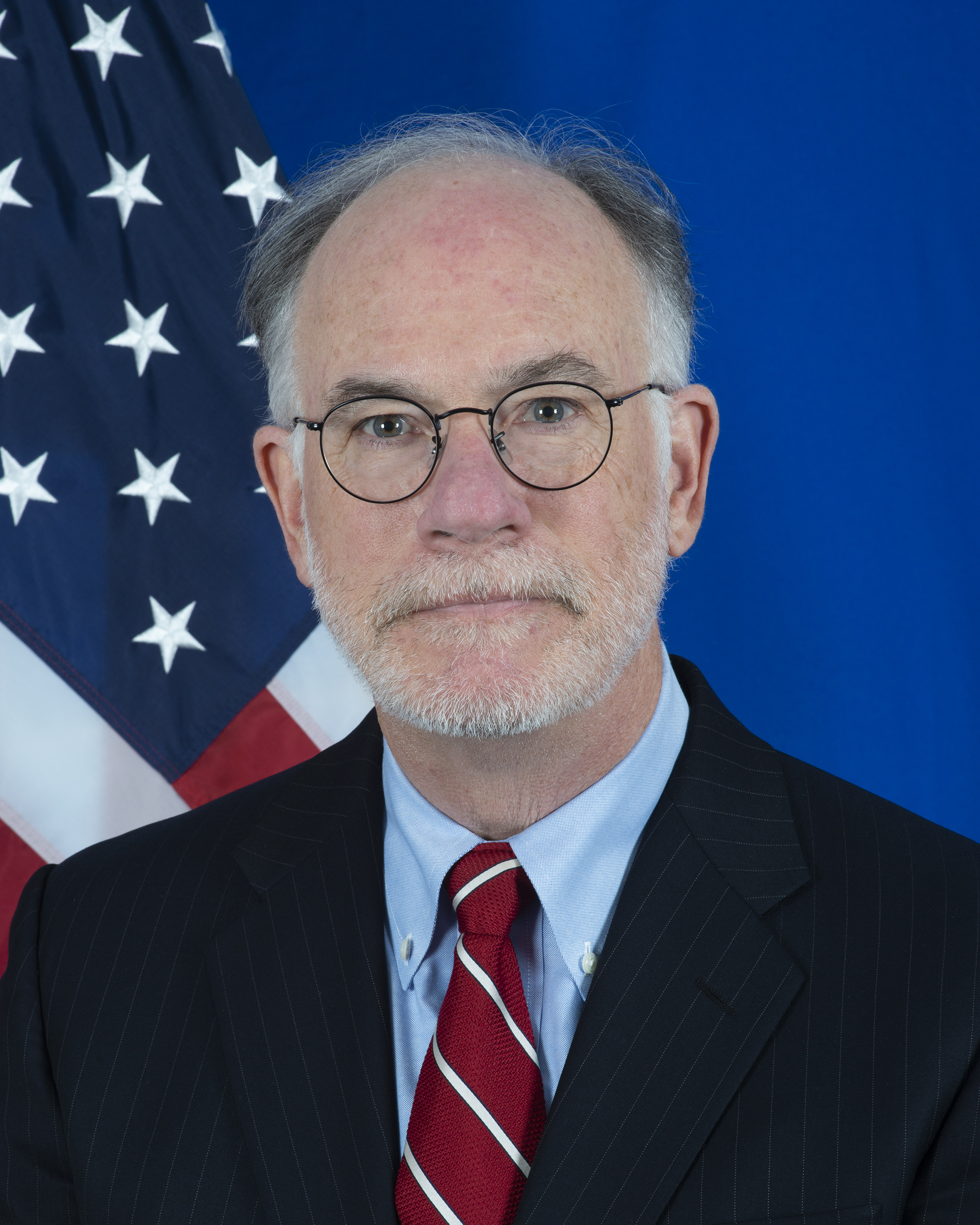
Ross Wilson (14. Januar 2020)

Ross L. Wilson (* 22. August 1955 in Minneapolis, Minnesota) ist ein ehemaliger US-amerikanischer Diplomat, der unter anderem von 2000 bis 2003 Botschafter der Vereinigten Staaten in Aserbaidschan sowie zwischen 2005 und 2008 Botschafter in der Türkei war.

## Leben
Ross L. Wilson absolvierte nach dem Schulbesuch ein grundständiges Studium an der University of Minnesota, welches er 1977 mit einem Bachelor of Arts (BA) „magna cum laude“ beendete. Ein darauf folgendes postgraduales Studium an der School of International Relations der Columbia University schloss er 1979 mit einem Master of Arts (MA) ab. Daraufhin trat er 1979 als Foreign Service Officer in den diplomatischen Dienst des Außenministeriums ein und fand in den folgenden Jahren zahlreiche Verwendungen im Ministerium sowie an Auslandsvertretungen. Zu Beginn seiner diplomatischen Laufbahn war er Konsulbeamter und zwar zunächst von 1980 bis 1982 an der Botschaft in der Sowjetunion, zwischen 1985 und 1987 an der Botschaft in der Tschechoslowakei sowie von 1987 bis 1990 erneut an der Botschaft in der Sowjetunion. Nach seiner Rückkehr war er im Außenministerium zwischen 1990 und 1992 zunächst Sonderassistent des Leiters der Abteilung Wirtschaft und Landwirtschaft (United States Under Secretary of State for Economic and Agricultural Affairs), Robert Zoellick, sowie danach von 1992 bis 1994 stellvertretender Exekutivsekretär des Außenministeriums (Deputy Executive Secretary of the US Department of State). Er war damit stellvertretender Leiter der Verbindungs- und Clearingstelle zwischen den Büros des Außenministeriums und den Führungsbüros des Außenministers, der stellvertretenden Außenminister und des Direktors für politische Planung sowie des Exekutivsekretariats für die Beziehungen zwischen dem Außenministerium und dem Weißen Haus, dem Nationalen Sicherheitsrat und anderen Behörden auf Kabinettsebene.

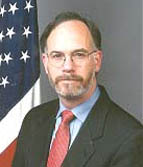
Ross Wilson (2005)

Nachdem er 1995 das National War College (NW) in Fort Lesley J. McNair absolviert hatte, war er zwischen 1995 und 1997 Generalkonsul in Melbourne. Danach fungierte er von 1997 bis 2000 als Sonderberater von Außenministerin Madeleine Albright für die frühere Sowjetunion sowie zugleich in Personalunion zwischen 1997 und 2000 als Erster Stellvertreter des damaligen Sonderbotschafters (Ambassador-at-Large) für die frühere Sowjetunion, Stephen Sestanovich.
Am 15. September 2000 wurde Wilson zum Botschafter der Vereinigten Staaten in Aserbaidschan ernannt und übergab dort am 11. Oktober 2000 als Nachfolger von Stanley Tuemler Escudero seine Akkreditierung. Er verblieb auf diesem Posten bis zum 24. April 2003 und wurde daraufhin von Reno L. Harnish abgelöst. Im Anschluss wurde er 2003 vom Außenministerium in das Büro des nunmehrigen Handelsbeauftragten der USA, Robert Zoellick, abgeordnet und war dort erst Leitender Unterhändler für die Amerikanische Freihandelszone FTAA (Free Trade Area of the Americas) sowie im Anschluss zwischen Februar und August 2005 Verwaltungsassistent und Stabschef von Zoellick.
Daraufhin erfolgte am 22. November 2005 seine Ernennung zum Botschafter in der Türkei, wo er am 8. Dezember 2005 als Nachfolger von Eric S. Edelman sein Beglaubigungsschreiben überreichte. Dieses Amt hatte er bis zum 9. August 2008 inne, woraufhin James Franklin Jeffrey seine dortige Nachfolge antrat. Nach der Abberufung von Botschafter John R. Bass wurde er am 18. Januar 2020 als Chargé d’Affaires Geschäftsträger und Leiter der Botschaft in Afghanistan. Diese Funktion behielt er bis zu seiner Ablösung durch Ian McCary am 31. August 2021.
Aus seiner Ehe mit Margo Squire, die ebenfalls als Diplomatin tätig ist, gingen zwei Söhne hervor.